# Metaphidippus pernotus
Metaphidippus pernotus là một loài nhện trong họ Salticidae.
Loài này thuộc chi Metaphidippus. Metaphidippus pernotus được Alexander Petrunkevitch miêu tả năm 1911.